# Svend Aage Castella
Svend Aage Castella (15. marts 1890 i København – 28. november 1938 i København) var en dansk fodboldspiller. 
Den 1,90 meter høje back Castella spillede i hele sin karriere i Kjøbenhavns Boldklub, hvor han kom på 1. holdet som 16-årig 1906 og vandt tre danske mesterskaber inden han sluttede i 1919.
Castella debuterede i landsholdet i oktober 1911 mod England. Det specielle ved denne kamp er at Danmark for første, sidste og eneste gang bruger en markspiller i målet, da den oprindelige målmand, Sophus Hansen, blev skadet fire minutter før halvtid. Der blev foretaget en udskiftning, Ivar Lykke kom ind som fløjhalf og Castella afslutter kampen i det danske mål. Når Castella overtager målmamds jobbet føre England 1-0, i anden halvleg score George William Webb og Gordon R. Hoare til slutresultatet 3-0. 
Castella blev udtaget til det danske fodboldlandshold, der deltog ved de olympiske lege i 1912 i Stockholm, men da han ikke kom på banen og spillede, modtog han efter datidens regler ikke nogen sølvmedalje, selvom Danmark vandt sølvmedaljer i den olympiske fodboldturnering, som de også havde gjort i 1908. I 1916 brændte Castella som den første nogensinde et straffespark for Danmark. Det var i udekampen mod Norge, som alligevel blev vundet med 2-0. I alt blev det til 13 landskampe, i hvilke han som den første nogensinde scorede et mål på straffespark mod Norge i 1915.
Castella var efter fodbold karrieren aktiv bokser under en kort tid. Han nåede at blive sværvægtsmester i IF Sparta og blev senere kampleder i boksning.
Castella døde 28. november 1938 på Hotel Hafnia i København, han boede på Frederiksberg ved sin død. 

## Eksterne Henvisninger
- Svend Aage Castellas profil på Olympedia (engelsk)
- Svend Aage Castellas spillerprofil i DBU's Landsholdsdatabase
- Svend Aage Castellas profil hos EU-football.info (engelsk)
- Svend Aage Castellas spillerprofil på Transfermarkt (engelsk)
- Svend Aage Castellas spillerprofil på national-football-teams.com (engelsk)
- Svend Aage Castellas profil hos FootballDatabase.eu (engelsk)
- Politiken 29.november 1938